# Mateusz Bierwagen
Mateusz Jakub Bierwagen (ur. 3 września 1988) – polski koszykarz, występujący na pozycji rzucającego obrońcy ub niskiego skrzydłowego.
Urodzony w Bydgoszczy, mieszka na Miedzyniu, syn Macieja Bierwagena, byłego piłkarza Zawiszy Bydgoszcz, obecnie znanego neurochirurga.
Wychowanek Astorii Bydgoszcz. Zadebiutował w ekstraklasie 26 października 2005 w wyjazdowym meczu przeciwko Noteci Inowrocław (2 punkty i 2 zbiórki w ciągu 2:15 min). W sezonie rozegrał 6 spotkań średnio przebywając na boisku po 6:51 minut. Rozegrał też 2 mecze w Pucharze Polski przeciwko Polpakowi Świecie – 4 i 11 stycznia 2006. W lipcu 2006 wystąpił w reprezentacji Polski U18 na Mistrzostwach Europy dywizji B. Po zdegradowaniu „Asty” w sezonie 2006/2007 był czołową postacią zarówno w rozgrywkach juniorskich jak i III ligi.
W lipcu 2007 podpisał 3-letnią umowę z możliwością przedłużenia na kolejne 2 lata z Czarnymi Słupsk, klub jednak był nie chętny wypłaceniu ekwiwalentu za wyszkolenie zawodnika, rozwiązał z nim umowę, dla młodego koszykarza zabrakło miejsca w składzie macierzystego klubu i wybrał grę w SIDEnie Toruń w sezonie 2007/2008.
Latem 2008 zagrał w mistrzostwach Europy Dywizji B U-20. Na kolejny sezon podpisał umowę z ekstraklasowym Górnikiem Wałbrzych, mimo spadku tego klubu do pierwszej ligi podpisał grał w nim także 11 spotkań na początku sezonu 2009/2010. W grudniu 2009 postanowił rozwiązać umowę z klubem z Wałbrzycha i przenieść się do macierzystej Astorii.
Wystąpił w styczniu 2009 w teledysku grupy Trzeci Wymiar do utworu „Bezpowrotnie” promującego płytę „Złodzieje czasu”.
Po dwóch sezonach (2013/2014 i 2014/2015) spędzonych w drużynie Legii Warszawa rozwiązał umowę.
W sezonie 2016/2017 reprezentował Astorię Bydgoszcz, jednocześnie pełniąc funkcję kapitana drużyny.

## Osiągnięcia
Indywidualne
- II skład I ligi (2013)[1]
- Uczestnik meczu gwiazd I ligi (2011)[2]
- Lider strzelców I ligi (2013)

Reprezentacja
- Uczestnik mistrzostw Europy U–20 Dywizji B (2008 – 13. miejsce)